# Armand Gagnier
Pour les articles homonymes, voir Gagnier.
Armand Gagnier, né le 21 août 1895 à Montréal et mort le 27 août 1952 dans la même ville, est un clarinettiste québécois.
Il provient d'une famille de musiciens reconnus tels Joseph Gagnier le père et J.-J. Gagnier, René Gagnier ainsi que Gérald Gagnier (fils de René Gagnier).